# IV Giochi panarabi
I IV Giochi panarabi si sono svolti dal 2 all'11 settembre 1965 a Il Cairo, nella Repubblica Araba Unita. All'evento hanno partecipato un totale di 1.500 atleti, rappresentanti 14 nazioni del mondo arabo, i quali si sono sfidati in 14 sport.

## Nazioni partecipanti
| - Algeria - Arabia del Sud - Indonesia - Iraq - Giordania - Kuwait - Libano | - Libia - Marocco - Oman - Palestina - Rep. Araba Unita - Siria - Sudan |

## Sport
| - Atletica - Calcio - Ciclismo - Ginnastica artistica - Lotta - Nuoto - Pallacanestro | - Pallamano - Pallanuoto - Pallavolo - Pugilato - Sollevamento pesi - Tennis - Tiro con l'arco |

## Medagliere
| Pos. | Nazione          |    |    |    | Totale |
| ---- | ---------------- | -- | -- | -- | ------ |
| 1    | Rep. Araba Unita | 71 | 36 | 30 | 137    |
| 2    | Iraq             | 9  | 18 | 11 | 38     |
| 3    | Marocco          | 8  | 3  | 3  | 14     |
| 4    | Libano           | 2  | 9  | 18 | 29     |
| 5    | Siria            | 1  | 8  | 20 | 29     |
| 6    | Sudan            | 1  | 7  | 3  | 11     |
| 7    | Libia            | 0  | 7  | 8  | 15     |
| 8    | Algeria          | 0  | 3  | 2  | 5      |
| 9    | Palestina        | 0  | 1  | 2  | 3      |
| 10   | Giordania        | 0  | 0  | 3  | 3      |